# 電器店

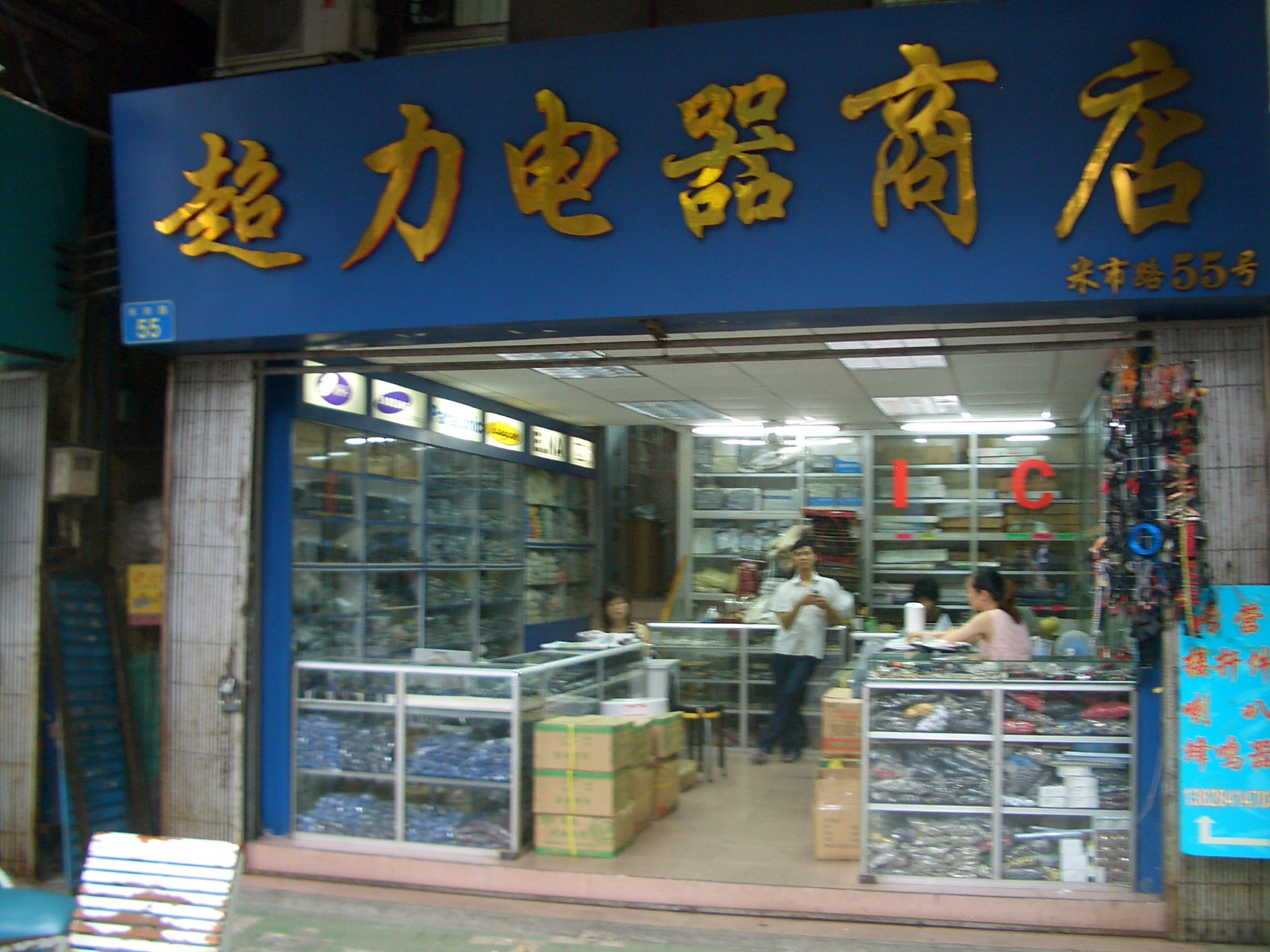
社區型電器舖

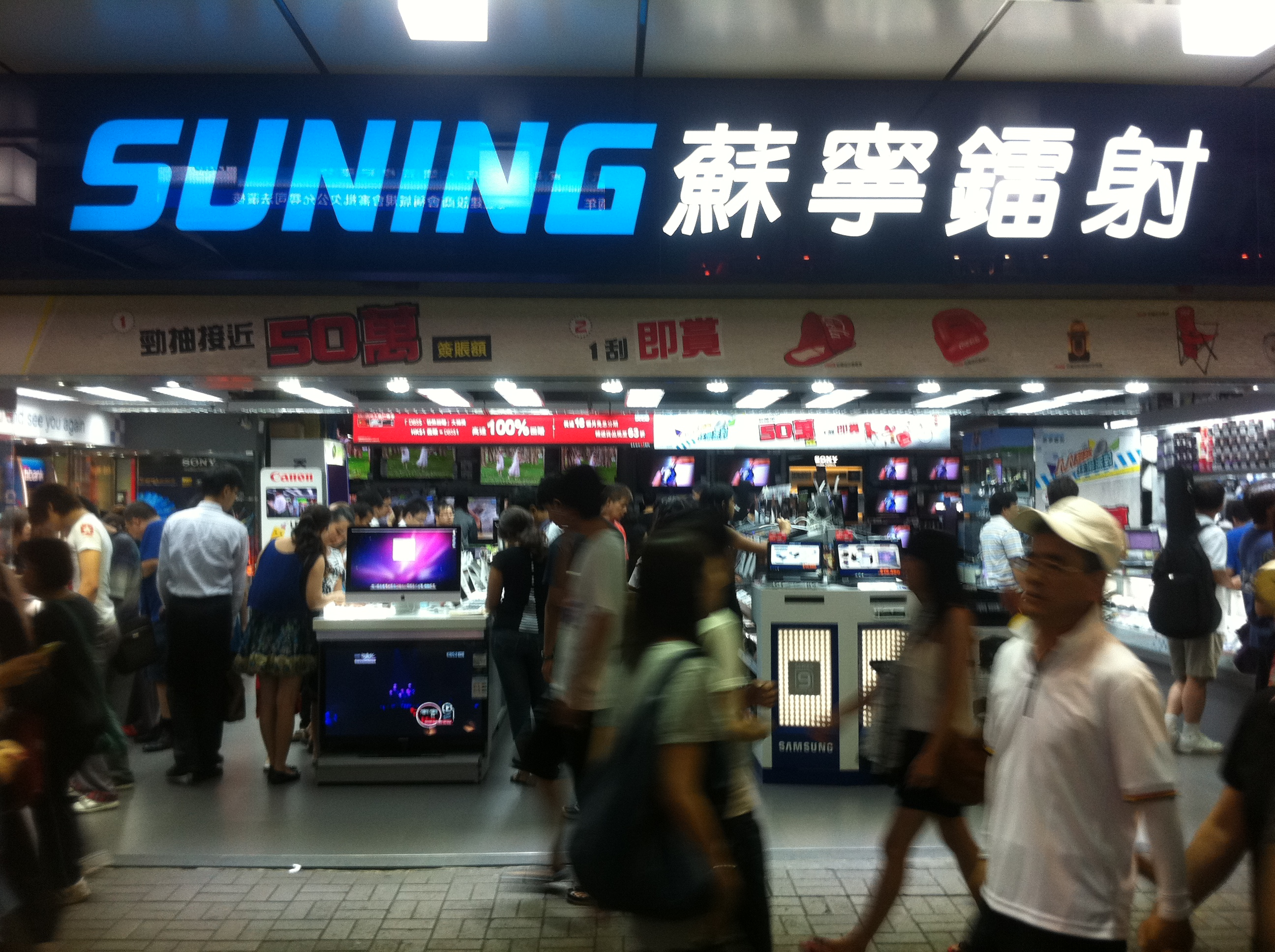
連鎖電器舖

電器店，又名電器舖，是零售電器的商店。電器舖分為品牌專門店、水貨專家、總代理幾種。買電器可以現金、信用卡或者分期付款，以前還有開戶記賬，若果是相熟大客戶。